# アステル東北
アステル東北とは、
- かつて東北地域で展開されていたアステルPHS事業のサービスブランド名。「アステル東北」

- かつて東北地域でPHS事業を行っていた電気通信事業者。「株式会社アステル東北」

本稿では、かつて東北地域でアステルブランドを用い展開されていたPHS事業、またそれに付随する事業について記述する。

## 概要
アステルグループの中で、最も長く音声PHSサービスを行っていた。停波直前である2006年11月末時点の契約数は約1万3800契約。
音声PHSのサービスエリアは、東北6県と新潟県のうち、県庁所在地および八戸市、弘前市、郡山市、いわき市、長岡市、上越市とそれらの周辺のみだった。

## 業務地域
- 青森県、岩手県、宮城県、秋田県、山形県、福島県、新潟県

## 年表

### 株式会社アステル東北設立からTOHKnetへの事業譲渡まで
- 1994年10月31日 - 株式会社アステル東北設立。
- 1996年3月28日 - PHS事業開始。
- 1998年3月 - 「どこでも市内コール」を導入。
- 1999年
  - 4月 - 「どこでも市内コール」の対象範囲を、当時のバックボーン提供会社であるTOHKnetのISDN契約回線に拡大。
  - 5月25日 - 通話相手と同一市内に通話する場合でも市外局番が必須となった。それまでは、ウィルコム同様市内局番からでもかかった。
- 2000年
  - 5月25日 - 両社の当時の親会社である株式会社コアネット東北（同社は、2005年4月1日に東北電力本体に吸収合併され、消滅している）が、アステル東北の業務を東北インテリジェント通信（TOHKnet）に事業譲渡し、株式会社アステル東北を清算すると発表。
  - 8月8日 - 株式会社アステル東北の事業をTOHKnetへ譲渡することを郵政省（当時）が認可。

### TOHKnetによる事業譲受からサービス停止まで
- 2000年
  - 9月1日 - 東北インテリジェント通信株式会社が株式会社アステル東北からPHS業務の事業を譲受される。
  - 12月 - 株式会社アステル東北が会社清算。
- 2001年
  - 9月10日 - おトーク・どっと・ネットの導入を発表。
  - 9月17日 - おトーク・どっと・ネットのサービス開始。
- 2004年
  - 9月6日 - 11月末での他地域とのローミング終了とコンビニエンスストアでの使用料支払終了を発表。
  - 11月30日 - 他地域のアステルとのローミング終了に伴い、東北7県以外での通話を終了。同時に、「着メロ」などのサービスも終了。
  - 12月1日 - コンビニエンスストアでの料金支払い受付を中止。
- 2005年
  - 1月27日 - TOHKnetの親会社である東北電力が撤退の検討を表明。
  - 7月28日 - 新規受付終了。
  - 11月以降 - 順次、各県での119番接続を停止。
- 2006年
  - 3月31日 - おトーク・どっと・ネットのサービス終了。
  - 11月10日 - 12月20日付でのサービス終了を発表。なお正確には、利用可能なのは12月19日23:59までで、日付が変わった時点で完全に使えないと同社は説明していた。
  - 12月20日 - サービス終了。これによりアステルグループは完全に消滅した。

## 料金体系

### 料金プラン
- 標準プラン
月額基本料2,400円（税込2,520円）
- スーパーファミリー割引プラン
月額基本料1,200円（税込1,260円）
標準プラン契約者が複数回線持つ場合のみ加入可能で、2〜5回線目に適用。それ以外の内容は「標準プラン」に準ずる。
- きめトークプラン（接続先限定サービス）
  - 1ヶ所限定：月額基本料350円（税込367円）
契約時に登録した一ヶ所へのみ発信可能なプラン。きめトーク対応端末でのみ契約可能。料金はスタンダードプランと同額。実質「おトーク・どっと・ネット」専用プラン
  - 3ヶ所限定：月額基本料700円（税込735円）
契約時に登録した三ヶ所へのみ発信可能なプラン。きめトーク対応端末でのみ契約可能。料金はスタンダードプランと同額。
- まっtelプラン（着信専用サービス）
月額基本料0円
単独の契約は不可。標準プラン回線1回線に付き1契約まで可能。端末はAT-15(X)の東北まっtel仕様のみ契約可。

他地域で見られるような、通話料込みのプランや通話料が高くなる代わりに基本料金が安いプランなどは、一貫して導入しなかった。

## 通信端末
詳細はアステル内の通信端末を参照のこと。
なお、アステル東北ではAP-33が最後の提供機種となった。AJ-35やAJ-51は発売されず、AJ-51が東北インテリジェント通信社内向けとしての配布が行われていたのみである。

## アステル東北独自のサービス

### おトーク・どっと・ネット
TOHKnetへの事業譲渡後の2001年9月17日よりスタートした、32kbpsによるモバイルデータ通信定額制サービス。
通常プラン・きめトークプラン（一ヶ所・三ヶ所指定）のいずれかに、月額1,050円（税込）でのオプションという形での提供。一ヶ所指定のきめトーク契約でこのサービスを利用すると、月額1,417円で使い放題という破格の価格設定になっていた。
標準プランにオプションの場合はどのPHS電話機端末でも契約可能。きめトーク三ヶ所指定契約の場合はAJ-15(X)、きめトーク一ヶ所指定契約の場合はAN-X1等、対応端末のみ契約可能だった。なお、きめトーク三ヶ所指定契約の場合は同サービス専用アクセスポイントの他に発信先を二ヶ所設定出来たが、きめトーク一ヶ所指定契約の場合は、事実上同サービス専用回線となる。
サービス利用の際、データ通信カード「XE-11」またはサン電子のUSBケーブル・シリアル接続アダプタの購入を推奨していた。在庫終了後は量販店でアイ・オー・データ機器製のUSB-PHS64Lの購入を推奨した。
サービスエリアは宮城県の仙台周辺地域。対象エリア外では定額にはならず、「どこでも市内コール」の通信料金が適用となった。そのためアステルの電波さえ入れば、仙台以外の東北地方でも通信することが可能だった。
プロバイダは、ニフティが開始当初からサービスを提供。他プロバイダにも拡張させる計画があったが、結果としては頓挫した。
ニフティが2006年3月31日にて同サービスを終了したことに伴い、TOHKnet側もサービスそのものも終了することになった。@niftyの「おトーク・どっと・ネット」へのISPサービス提供終了に伴い、オプション自動解約にはならないため、サービス終了期日までに回線そのものの解約を要求していた。これは、その時点で既に新規契約受付が停止済みで、オプションの改廃や機種変更・故障修理ができなくなっており、解約しか手段がなかったためである。「標準プラン」は停波まで回線の解約の必要はなかったが、「おトーク・どっと・ネット」を外す手続きは3月いっぱいまでに必要と非公式にアナウンスされた。

### どこでも市内コール
アステル電話同士で通話した場合、双方の通話場所が東北・新潟のエリア内であれば、どこにいても市内通話扱いの90秒10円＋1通話10円（税抜）の料金が適用されるというもの。例外は、双方が同一市内の場合で、通話時間帯が深夜の場合は180秒10円＋1通話10円（税抜）ともっと低い料金が設定されていた。
電力系の東北インフォメーション・システムズ（TOiNX）が提供するプロバイダ、仙台に設置のTINetのPHS専用アクセスポイントは、TOHKnet回線を利用しており、どこでも市内コールが適用される。
上記「おトーク・どっと・ネット」用のアクセスポイントも同様であるため、仙台圏以外では定額の対象にはならず、「どこでも市内コール」の通話料金が適用された。

### 日本大学工学部でのサービス
郡山市にある日本大学工学部のキャンパスでは、1999年4月1日より「キャンパスモバイルネット」（略称・CMN）の名称で、東北インテリジェント通信（TOHKnet）・東北情報ネットワークサービス（TINet、現・東北インフォメーション・システムズ(TOiNX)）・株式会社アステル東北の当時3社で学内内線とPHS・インターネット回線を組み合わせた総合キャンパスネットワークサービスを展開していた。
同大学内の関係者のみに有償でPHS回線を提供し、学内では内線扱いで、学外ではPHSとして使える端末を提供していた。また、サポートもアステルショップ郡山とともにキャンパス内にカウンター（CMNショップ）を設けて行っていた。アステルショップ郡山の閉鎖後はアステルショップ福島が引き継いだ。
なお、通常のアステル東北の契約では、基本料金が2520円、留守番電話オプションは105円だが、このサービスの場合は留守電がデフォルトで学内専用部分の利用料を含めて3150円で提供されていた。
新規契約時の手数料については、通常のアステル契約では3150円だが、このサービスでは1575円と半額になっていた。
このサービスの利用者は、郡山市内のアステルエリアからキャンパス内のアクセスポイントに接続した場合に、データ通信が無料（基本料金内）で使える。これは、後にアステルのTOHKnetへの事業譲渡後に開始された「おトーク・どっと・ネット」のサービスにも活かされた。
学生の場合は、卒業をもって提供対象外となるため、解約かアステルの通常契約への強制切り替えとなっていた。
後に、このシステムを元にして、山形市の東北芸術工科大学が、NTT-ME東北（現・NTT東日本-山形）を中心に同様のシステムを構築している。

## 停波時のウィルコムへの移行
請求書に、契約期間の表示がなかった。そのため、ウィルコム移行希望者がTOHKnetでの期間のウィルコムへの引き継ぎと、ウィルコムの新規手数料キャッシュバック「PHSはウィルコムにおまかせください」サービスを申請する際に、添付する請求書の要件を満たせなかった。そのため本来は、旧DDIポケット（後のウィルコム）への移行の際、アステルでの利用期間をカウント出来ない制約や新規手数料の実質免除がなされない制約があった。
しかし、停波発表後にウィルコム移行希望書類を送付された利用者のうち、「PHSはウィルコムにおまかせください」を利用希望の場合は、契約日の入った請求書の再発行を依頼し、移行後1ヶ月以内に再発行請求書をエントリーシートとともにウィルコムに送付することで適用される事を、一部TOHKnet利用者向けにアナウンス開始した。本来は再発行は有償であり、また契約日は入っていないが、これを理由とした再発行は無償で行った。
切替は、2006年12月5日以降の希望日になされ、停波までは併用を認めていた。
ウィルコム移行に当たり、電話番号の変更が伴う上、端末のみは無償で、新規事務手数料等の経費は利用者がウィルコムに支払う形となる。そのため、それを抑えるためには、上記手続きは必須だった。なお、ウィルコム移行に当たり、TOHKnetからの移行には料金請求が月末締となる旨のアナウンスがなされていたが、実際には、切替が2006年12月11日から19日を希望した場合は、ウィルコムの販売店で契約した場合同様、15日締となっていた。これを解消するためには、末日締の別回線と請求統合するか、後に2010年1月に提供開始された新ウィルコム定額プランGまたは、同年10月提供開始の新ウィルコム定額プランGSなど、その後に開始されたものを含む、WILLCOM CORE 3Gとのデュアル契約となるプランのいずれかへのプラン変更などが必要だった。
移行希望者に配布される端末はAH-J3003Sに固定されていた。端末カラーの選択は可能だった。他の機種希望の場合も、上記条件の請求書の再発行依頼し、TOHKnetには移行希望を出さずに利用者自身で販売店で新規購入すれば、新規手数料キャッシュバックと利用期間の引き継ぎそのものは可能であるとしていた。

### 出納関係
2004年12月1日から料金支払いを停止したコンビニエンスストアを除き、請求書扱いでの支払ができるのは、みずほ銀行、三菱東京UFJ銀行、三井住友銀行、みずほコーポレート銀行（現・みずほ銀行）、東北・新潟に本店のある全国地方銀行協会加盟行（第二地銀は不可）、郵便局（貯金窓口）のみだった。銀行からの引落は、一部を除きほとんどの金融機関で対応できるが、クオーク(現・セディナ)に引落業務を代行させる場合がある。TOHKnet本社お客様サービスグループ（電力ビル2F）、TOHKnet仙台ショップ（電力ビル1F・フルール内）、アステルショップ（TOHKnet営業所内）では収納業務を行っていなかった。
TOHKnet仙台ショップ・アステルショップで端末やオプションを購入する場合、並びに故障修理代金が発生した場合、ショップでの収納業務を行っていないため、通話料と一緒にそれらの代金が請求されるシステムになっていた。
なお、利用可能クレジットカードは、ユーシーカード（オリコVISAを含む）、およびVISA・MasterCard・JCBのブランドの付いたカードのみである。三菱UFJニコス（当時は、UFJニコス）が発行するNICOSケータイカード・K-Powerカード、VIASOカード（NICOS・UFJカードの両ブランドとも）での支払はVISAやMasterCardがついているので可能だが、同カードで規定する「携帯電話・PHSの支払」の扱いにならなかった。これは、NICOS・UFJカードのブランドをTOHKnetで直接扱っていないためで、あくまでVISA・MasterCardブランドがついているカードとして処理されていた。
エヌ・ティ・ティ・ドコモ東北同様、契約者住所と請求書送付先を別に登録することができた。ただし、重要な連絡文書などは、請求書送付先住所ではなく、契約者住所に送付することになっていた。

## 販売店

### アステルショップ
アステルPHSサービス開始時には、開業している都市に、アステル東北（当時）直営のキャリアショップである「アステルショップ」を開業していた。仙台を除く県庁所在地は当初からTOHKnetの営業所と同居していた。量販店での販売が徐々に縮小されていく過程で、県庁所在地のみの営業となった。アステルショップ仙台も、当初の電力ビルから、当時の本社ビルの1Fに移転。他のショップも、同居しているTOHKnet営業所の移転に伴って同時移転、ほとんどが空中店舗化した。
その後、TOHKnetの現在地への本社移転に伴い、仙台のみ「TOHKnet仙台ショップ」という名称で、元の電力ビルに戻ることになった。ただし、フルールのカウンタースタッフにアステルの用件であることを伝えて、2Fのお客様サービスセンターお客様サービスグループ担当の本社スタッフがカウンターに降りてきて用件を聞くという形になっていた。後に、公式サイト上の住所の表示が2Fの本社の場所となっており、電話番号も本社のアステル担当部署が表示されるようになったが、実際は、従来通りの対処・電話番号となっていた。
アステルショップの電話番号は、NTTの電話帳上はTOHKnetの営業所名となっていた。仙台は、TOHKnet仙台ショップの表示で、別途アステル東北のNTT東日本回線の電話番号（下記参照）と、旧・株式会社アステル東北の本社時代から引き継いでいるNTT東日本の電話番号とフリーダイヤルが記載されている。また、「株式会社アステル東北」があった時代は、仙台は旧本社時代まで「アステルショップ仙台」と表示、それ以外は同社の営業所の番号として掲載されていた。TOHKnet回線の電話番号は、公式サイト上でのみ公開されていた。

### アステルショップ一覧
2006年12月19日当時のアステルショップの一覧である。TOHKnetによる事業譲受後は、仙台を除きNTT東日本回線による同社の営業所の電話番号と共通。
- TOHKnet仙台ショップ　仙台市青葉区一番町三丁目7番1号電力ビル1Fフルール内
- アステルショップ青森　青森市花園2丁目9番37号
- アステルショップ秋田　秋田市旭北錦町5番50号シティビル秋田4F
- アステルショップ盛岡　盛岡市紺屋町6番31号丸中産業ビル2F
- アステルショップ山形　山形市本町二丁目1番2号山形フコク生命ビル1F
- アステルショップ福島　福島市置賜町1番29号佐平ビル9F
- アステルショップ新潟　新潟市東万代町9番14号旧ユアテック万代ビル2F
- お客様サービスグループ（電話受付のみ）　仙台市青葉区一番町三丁目7番1号電力ビル2F

公式サイト上に記載されていたTOHKnet仙台ショップの住所は本社の営業部内にある顧客担当部局で、アステル利用者窓口は上記となだった。本社移転前は、他地域同様、「アステルショップ仙台」の名称だった。
かつては、「アステルショップ弘前」、「アステルショップ八戸」、「アステルショップいわき」、「アステルショップ郡山」、「アステルショップ上越」、「アステルショップ長岡」も存在した。いずれも、各県庁所在地のアステルショップに統合された。

## イメージキャラクター
ライバル会社を含めて各地域会社で独自に擁立するケースが多い中、中期に鈴木紗理奈を採用した以外はアステル東京と同じキャラクターを採用していた。
- レレレのおじさん（アステルCMでは「ルルルのおじさん」）
- 鈴木紗理奈
- 榎本加奈子
- 飯島直子